# النظر (جبل)
جبل النظر هو جبل في سراة بلاد بلقرن في محافظة بلقرن يسيل منه وادي النضر أحد روافد وادي يبة.